# Cristià I del Palatinat-Birkenfeld-Bischwieler
Cristià I del Palatinat-Birkenfeld-Bischwieler (en alemany Christian I von Pfalz-Birkenfeld-Bischweiler) va néixer a Birkenfeld (Alemanya) el 3 de setembre de 1598 i va morir a Neuenstein el 6 de setembre de 1654. Era un noble alemany, fill del comte palatí Carles I de Zweibrücken-Birkenfeld (1560-1600) i de Dorotea de Brunsvic-Luneburg (1570-1649).
Quan el seu pare va morir, ell tenia només dos anys i va fer-se càrrec de la seva educació primer la seva tia, la comtessa Maria Elisabet de Leiningen, i més tard el seu oncle, el duc Felip Lluís de Neuburg.
Durant la Guerra dels Trenta Anys, Cristià va lluitar com a general de cavalleria al servei de Suècia. L'any 1632 es va allistar a l'exèrcit de Baden-Durlach, que s'havia unit a les tropes del rei Gustau Adolf de Suècia, prop de Würzburg. En 1633 es va traslladar a l'electorat de Colònia i va posar setge a Heidelberg, Philippsburg, Haguenau i Breisach. Després de la batalla de Nördlingen, va deixar el servei militar i es va reconciliar de nou amb l'emperador Ferran II.

## Matrimoni i fills
El 14 de novembre de 1630 es va casar a Zweibrücken amb Magdalena Caterina de Wittelsbach (1606-1648), filla de Joan II de Wittelsbach (1584-1648) i de Caterina de Rohan-Frontenay (1578-1607). D'aquest matrimoni en nasqueren:
- Un fill nascut mort el 1631.
- Gustau Adolf, nascut i mort el 1632.
- Joan Cristià, nascut i mort el 1633.
- Dorotea Caterina (1634-1715), casada amb Joan Lluís de Nassau-Ottweiler (1625-1690).
- Lluïsa Sofia (1635-1691).
- Cristià II (1637-1717), casat amb Caterina Àgata de Rappoltstein (1648-1683).
- Joan Carles (1638-1704), casat primer amb la princesa Sofia Amàlia de Zweibrücken (1646-1695), i després amb Ester Maria de Witzleben (1665-1725).
- Anna Magdalena (1640-1693). casada amb Joan Reinhard II de Hanau-Lichtenberg (1628-1666).
- Clara (1643-1644).

Es va casar per segona vegada amb la comtessa Maria Joana de Helfenstein Wiesensteig (1612-1665). Aquest segon matrimoni no va tenir fills.